# Commiphora zanzibarica
Commiphora zanzibarica är en tvåhjärtbladig växtart som först beskrevs av Henri Ernest Baillon, och fick sitt nu gällande namn av Adolf Engler. Commiphora zanzibarica ingår i släktet Commiphora och familjen Burseraceae. Inga underarter finns listade i Catalogue of Life.